# Британська Індія
Британська Індія — загальна назва для колишніх британських володінь в Ост-Індії, що перейшли під управління Британської Ост-Індської компанії після перемог при Плессі (1757 рік) і Буксарі (1764 рік), а також ряду субсидіарних угод. На чолі Британської Індії стояв генерал-губернатор Індії. Регіон іноді називали Індійською імперією (Indian Empire), але неофіційно.
Як «Індія» (India) вона була членом-засновником Ліги Націй і членом-засновником Організації Об’єднаних Націй у Сан-Франциско в 1945.

## Історія

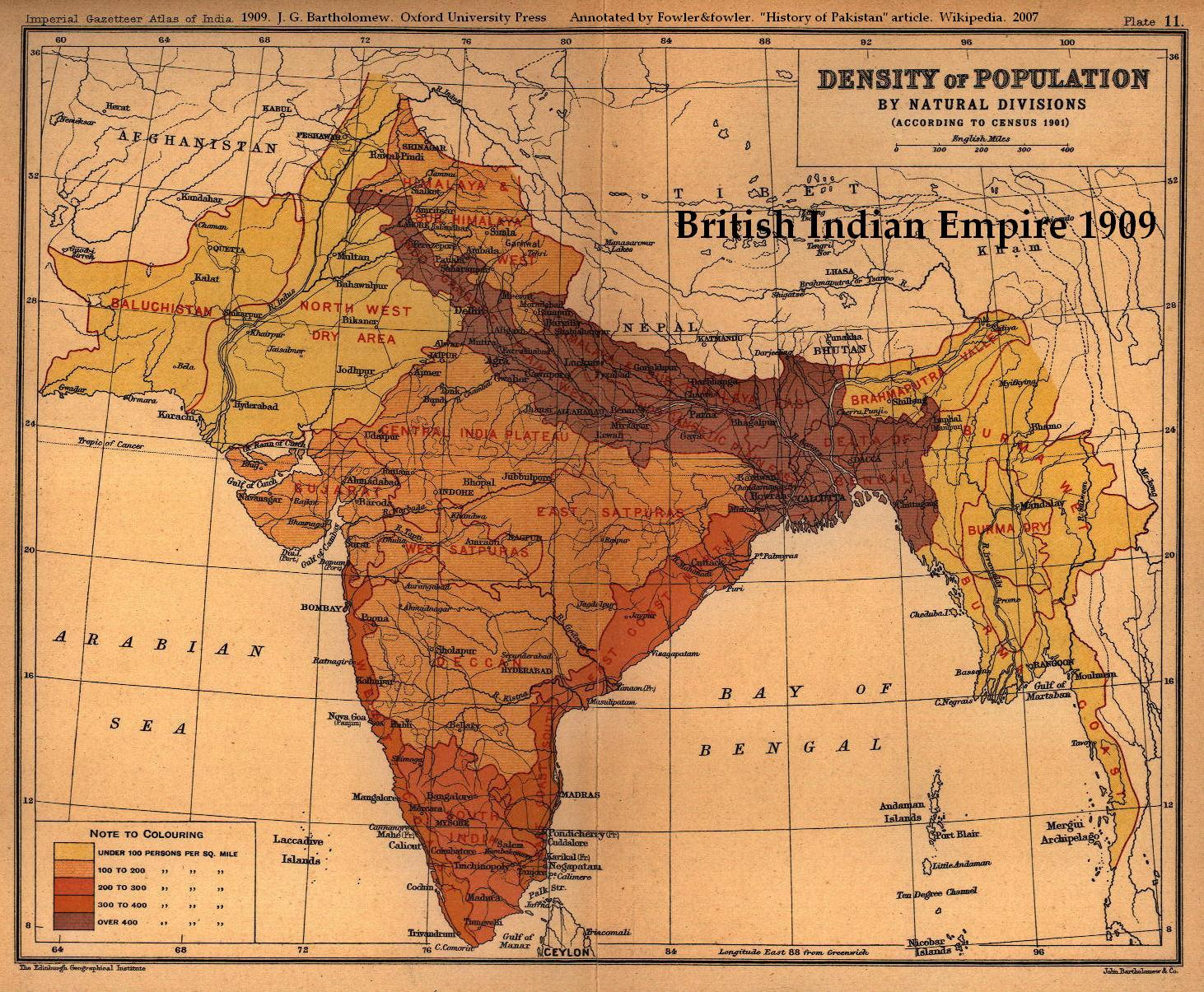
Населення Британської Індії в 1909 році

З 1757 по 1947 велика частина Південної Азії, на якій розташовані сучасні Індія, Пакистан, Бангладеш, М'янма, Шрі-Ланка, Непал і Бутан, перебувала в колоніальній залежності від Британської Імперії. Від часу здобуття незалежності цими державами їх існування до незалежності визначають узагальнювальним терміном «Британська Індія», хоча до незалежності цей термін відносився тільки до тих регіонів, які перебували під безпосереднім управлінням британської адміністрації спочатку в форті Вільям, а потім — в Калькутті і Делі.
Підсумком повстання сипаїв 1857–1859 років стала ліквідація Британської Ост-Індської компанії і перехід влади безпосередньо до корони. Стару систему в англомовних джерелах прийнято іменувати «Британський Радж» (англ. British Raj). Ця система використовувала традиційну феодальну організацію Індії, проте верховним сюзереном правителів окремих індійських регіонів була британська корона. Така організація була остаточно закріплена в 1876 році коронацією британської королеви Вікторії як Імператриці Індії.
Частина території Індії, що перебувала під безпосереднім управлінням корони (через генерал-губернатора Індії), іменувалася власне Британською Індією. Але основну масу території представляли «тубільні держави» (англ. Native states), або «тубільні князівства» (англ. Princely states).

Поділ Індії в 1947 р.

Загальна кількість окремих індійських князівств доходила до кількох сотень. Британська влада в них була представлена резидентами, проте власні резиденти налічувалися на 1947 рік тільки в 4 князівствах. Решта всіх князівств об'єднувалася навколо різних регіональних підрозділів (агентств, резиденцій).
У цілому, система налічувала три основні рівні — імперський уряд в Лондоні, центральний уряд в Калькутті і регіональні управління. Главою Індії на місці був генерал-губернатор, якого часто називали віце-королем. Стрижнем британського правління була Індійська Цивільна Служба.

### Світові війни
Під час обох світових воєн Індія підтримала Британію, проте зростаючий опір місцевого населення і значне ослаблення метрополії привели англійське правління до краху. Імперія виявилася неспроможною зупинити кампанію громадянської непокори, запущену в 1942 році Махатмою Ганді під гаслом «Вільна Індія».

### Розділ Індії
У 1946 навіть серед імперських військ, набраних в Індії, пройшла серія заколотів. В результаті Британський парламент 15 серпня 1947 прийняв Акт про індійську незалежність, з розділом Британської Індії на дві основні держави — індуїстський Індійський Союз (Домініон Індія, з 26 січня 1950 Республіка Індія), і мусульманський домініон Пакистан (сучасні Пакистан і Бангладеш). Ядром двох держав виступили відповідно Індійський національний конгрес і Мусульманська ліга.
В результаті кілька сотень незалежних князівств, що існували на момент завоювання Індії британцями, були об'єднані в дві держави, а різноманітні титули їхніх правителів скасовані. Розділ колишньої колонії привів до обміну 15 мільйонами біженців і загибелі 250—500 тис. чоловік внаслідок міжрелігійного насильства.
Кілька князівств, проте, не були одразу приєднані до однієї з нових держав через позицію їхніх урядів. Особливі труднощі викликало визначення ідентичності колишнього тубільного князівства Джамму та Кашмір. Більшість населення князівства були мусульманами, проте його магараджа, сикх Харі Сінґх, наполягав на незалежності. В результаті як Пакистан, так і Індія вторглися у князівство, підтримуючи різні сторони в конфлікті. За підсумками війни відбувся розділ Кашміру на пакистанську (у пакистанських джерелах — «Азад Кашмір», або «звільнений Кашмір») і індійську частини, проте кордон так і не був офіційно визнаний обома державами.